# Pseudonapomyza multimoda
Pseudonapomyza multimoda este o specie de muște din genul Pseudonapomyza, familia Agromyzidae, descrisă de Spencer în anul 1966. Conform Catalogue of Life specia Pseudonapomyza multimoda nu are subspecii cunoscute.